# Copa da Escócia de 1981–82
A Copa da Escócia de 1981-82 foi a 97º edição do torneio mais antigo do futebol da Escócia. O campeão foi o Aberdeen F.C., que conquistou seu 3º título na história da competição ao vencer a final contra o Rangers F.C., pelo placar de 4 a 1.

## Premiação
| Copa da Escócia de 1981-82        |
| Escócia                           |
| --------------------------------- |
| Aberdeen F.C. Campeão (3º título) |